# ジッダ条約 (1927年)
ジッダ条約（ジッダじょうやく、英語: Treaty of Jeddah）は、1927年5月20日に、イギリス代表ギルバート・クレイトンとアブドゥルアズィーズ・イブン・サウードの間で締結された条約。
条約によりイブン・サウードのナジュド及びヒジャーズ王国の独立が承認された。同国は1932年にサウジアラビア王国として統一された。その代償として、イブン・サウードは近隣のイギリス保護領を攻撃しないことを約束した。